# Ramanovo sipanje
Rámanovo sipanje je neelastično sipanje fotonov na gradnikih snovi. Ko svetloba vstopi v snov, se na molekulah siplje. Sipanje je večinoma elastično, pri katerem se energija fotonov ohranja, spremeni se samo smer gibanja. Majhen delež fotonov pa se siplje neelastično. V tem primeru se energija fotonov (in posledično frekvenca) spremeni zaradi prehajanja molekul snovi med različnimi rotacijskimi oziroma vibracijskmi stanji. Pojav se imenuje po indijskemu fiziku C. V. Ramanu. Je osnova za delovanje Ramanske spektroskopije. 

## Zgodovina
Leta 1923 je avstrijski fizik Adolf Smekal napovedal neelastično sipanje svetlobe . Indijski fizik C. V. Raman je leta 1928  pojav neelastičnega sipanja potrdil z eksperimenti. Zanj je leta 1930 dobil tudi Nobelovo nagrado za fiziko. Neodvisno od Ramana sta istočasno do enakega odkritja prišla tudi Grigory Landsberg in Leonid Mandelstam, sovjetska fizika.

## Opis pojava[4][5]

### Neelastično sipanje
Pri neelastičnem sipanju se frekvenca vpadnih fotonov spremeni, saj pride do energijskih prehodov gradnikov, na katerih se fotoni sipajo. Ramanovo sipanje je le eno izmed možnih neelastičnih tipov sipanja. Sipanje na nabitih delcih, ponavadi elektronih, imenujemo Comptonovo sipanje. Pri njem foton po trku z elektronom preide v višje vzbujeno stanje. Lahko pa pri sipanju pride do vzbujanja rotacijskih in vibracijskih stanj molekule oziroma cele kristalne mreže. Pri Ramanovem sipanju pride do vzbujanja vibracijskih stanj na nivoju opazovanega gradnika in njegovih sosedov, torej znotraj molekule oziroma znotraj osnovne celice kristala z bazo. Pri Brillouinovem sipanju pa pride do vzbujanja koherentnih mrežnih nihanj, Brillouinovo sipanje je torej lahko prisotno samo v snovi z urejeno strukturo. 

### Stokesovi in anti-Stokesovi prehodi
Ramanovo sipanje poteka v dveh stopnjah. Najprej pride do absorpcije vpadnega fotona, ta povzroči prehod molekule iz enega vibracijskega oziroma rotacijskega stanja v drugo, energija pa se sprosti v obliki izhodnega fotona, ki ima lahko višjo oziroma nižjo frekvenco kot vpadni. Ločimo Stokesovo in anti-Stokesovo sipanje. Pri prvem molekula preide v višje vzbujeno stanje in ima izhodni foton nižjo frekvenco, torej nižjo energijo, pri drugem pa molekula izgubi energijo in ima izhodni foton večjo energijo kot vpadni. Verjetnost za posamezen proces je odvisna od števila molekul v posameznem vzbujenem stanju. Verjetnost, da se molekula nahaja v posameznem stanju, nam podaja Boltzmannova porazdelitev. Število molekul v osnovnem stanju je večje od števila molekul v vzbujenih stanjih, posledično je Stokesov proces bolj pogost. 

### Ramanovo sipanje v plinih in tekočinah
Za pline in tekočine je značilno neurejeno gibanje gradnikov. Do Brillouinovega sipanja torej ne more priti, saj je medsebojno gibanje gradnikov nekoherentno oziroma koherentnost zelo hitro pojema z oddaljenostjo. Ramanovo sipanje pa je mogoče, saj pri njem prehajajo molekule med rotacijskimi in vibracijskimi stanji. 

#### Vibracijska stanja
Vibracijska stanja opisujejo vibracijsko gibanje molekule, periodično gibanje atomov znotraj molekule, pri čemer pa ostaja celotna translacijska in rotacijska energija molekule nespremenjena. V splošnem ima molekula sestavljena iz {\displaystyle N} atomov {\displaystyle 3N-6} lastnih vibracijskih načinov, simetrije molekule pa to število zmanjšujejo. Pri linearni molekuli se to število zmanjša na {\displaystyle 3N-5}, diatomna molekula ima torej samo en vibracijski nihajni način. Vsakemu nihajnemu načinu pripišemo kvantno število vibracije {\displaystyle \nu }, ki pove, kako vzbujen je posamezen nihajni način in določa eneregijo te vibracije {\displaystyle E_{\nu }=\hbar \omega (\nu +1/2)}.

#### Rotacijska stanja
Rotacijska stanja opredeljujejo vrtilno količino molekule in njeno rotacijsko kinetično energijo. Hamiltonian, ki določa lastna stanja in energije zapišemo v analogiji s klasično mehaniko {\displaystyle {\hat {H}}={\frac {1}{2I}}{\hat {J}}^{2}}, kjer je {\displaystyle I} vztrajnostni moment, odvisen od osi rotacije, in {\displaystyle {\hat {J}}^{2}} operator kvadrata skupne vrtilne količine. V primeru, da so lastne funkcije zapisane v bazi z dobrim {\displaystyle J}, kvantnim številom skupne vrtilne količine, je energija rotacije podana z {\displaystyle E_{rot}={\frac {\hbar ^{2}J(J+1)}{2I}}}. 

#### Izbirna pravila
Ramanovo sipanje je dovoljeno samo v primeru, da se pri njem polarizabilnost molekule spremeni. Za vibracijske prehode mora posledično veljati   {\displaystyle {\frac {\partial \alpha }{\partial Q}}\neq 0}, pri čemer je {\displaystyle Q} koordinata, ki opisuje vibracijo. Dovoljeni so prehodi, pri katerih je  {\displaystyle \Delta \nu =\pm 1}, kjer je {\displaystyle \nu } kvantno število vibracije. Pri rotacijskih prehodih pa so dovoljeni tisti, za katere velja {\displaystyle \Delta J=\pm 2}, kjer je {\displaystyle J} kvantno število, ki opisuje skupno vrtilno količino molekule. 

### Ramanovo sipanje v urejeni snovi
V kristalih lahko vpadni foton vzbudi nihanja znotraj gradnikov (molekul) kot tudi nihanja celotne kristalne mreže. Posledično v kristalih ločimo Brillouinovo in Ramanovo sipanje. 

#### Akustična in optična veja
Pri obeh, Brillouinovem in Ramanovem sipanju, sodelujejo fononi, kvazidelci, ki opisujejo oscilatorno vzbujanje kristalne mreže. Poglejmo si razlike med njimi, med fononi optične in akustične veje. Izpeljimo lastne nihajne načine na primeru enodimenzionalnega kristala in to kasneje posplošimo na tridimenzionalni primer.

#### Akustična veja
Predstavljajmo si niz N atomov z maso M, katerih ravnovesne lege opisuje enodimenzionalni vektor {\displaystyle R=na}, kjer je n celo število. Atomi se nahajajo v ravnovesni legi samo pri absolutni ničli, pri višjih temperaturah pa začnejo nihati okoli nje. Te odmike podaja vektor {\displaystyle u(na)}. Med sosednjimi atomi deluje harmonski potencial
{\displaystyle U={\frac {1}{2}}K\sum [u(na)-u([n-1]a)]^{2}}
Drugi Newtonov zakon podaja gibalne enačbe našega sistema
{\displaystyle M{\ddot {u}}(na)=-{\frac {\partial U}{\partial u(na)}}=-K[2u(na)-u([n-1]a)-u([n+1]a)]}
Pri kristalih je število delcev N zelo veliko, tako da lahko vpeljemo, kadar nas seveda ne zanimajo površinski efekti, Born-von Karmanove periodične robne pogoje
{\displaystyle u([N+1]a)=u(a);\quad u(Na)=u(0)}.
Rešitev sistema gibalnih enačb iščemo z nastavkom 
{\displaystyle u(na,t)\propto e^{i(kna-\omega t)}}.
Z upoštevanjem periodičnih robnih pogojev določimo možne valovne vektorje
{\displaystyle k={\frac {2\pi }{a}}{\frac {n}{N}};\quad n\in \mathbb {Z} }
z vstavitvijo nastavka in rešitvijo sistema pa izpeljemo disperzijsko relacijo
{\displaystyle \omega (k)={\sqrt {\frac {2K(1-\cos ka)}{M}}}=2{\frac {K}{M}}|\sin {\frac {1}{2}}ka|}.
Za majhne valovne vektorje oziroma dolge valovne dolžine razvoj sinusne funkcije podaja linearno odvisnost frekvence od valovnega vektorja. Ta je značilna za zvočno valovanje, zato imenujemo dobljeno disperzijsko relacijo mrežnih nihanj akustična veja in kvazi delce, ki nosijo energijo nihanja, akustični fononi. 

#### Optična veja
Obravnava mrežnih nihanj pri kristalih z bazo je malce bolj zapletena. Pri kristalih z bazo ponavljajoča enota - primitivna celica - vsebuje več kot en gradnik. Primer kristala z bazo je na primer molekulski kristal, kjer je ponavljajoča enota kar cela molekula. Osredotočimo se na najpreprostejši primer, enodimenzionalni kristal z bazo, kjer bazo sestavljata dva atoma z maso M. Ravnovesne lege prvih atomov v bazi naj podaja enodimenzionalni vektor {\displaystyle na}, drugih pa {\displaystyle na+d}, pri čemer je {\displaystyle d} manjši od polovične medatomske razdalje {\displaystyle a/2}. Odmike od ravnovesnih leg označimo z {\displaystyle u_{1}(na)} in {\displaystyle u_{2}(na)}. Harmonski potencial v tem primeru je oblike 
{\displaystyle U={\frac {K}{2}}\sum [u_{1}(na)-u_{2}(na)]^{2}+{\frac {G}{2}}\sum [u_{2}(na)-u_{1}([n+1]a)]^{2}}
Potencial podaja dva sistema diferencialnih enačb, gibalne enačbe posebej za prve in posebej za druge delce
{\displaystyle {\begin{aligned}M{\ddot {u}}_{1}(na)=-{\frac {\partial U}{\partial u_{1}(na)}}=-K[u_{1}(na)-u_{2}(na)]-G[u_{1}(na)-u_{2}([n-1]a)]\\M{\ddot {u}}_{2}(na)=-{\frac {\partial U}{\partial u_{2}(na)}}=-K[u_{2}(na)-u_{1}(na)]-G[u_{2}(na)-u_{1}([n+1]a)]\end{aligned}}}

Rešitve sistema iščemo z enakim nastavkom kot pri enodimenzionalnem kristalu brez baze, pri čemer ločimo nastavka za prve in druge atome v bazi. Born-von Karmanovi periodični robni pogoji podajo enake dopustne vrednosti valovnega vektorja. Disperzijsko relacijo v tem primeru podaja kvadratna enačba, katere rešitev je oblike 
{\displaystyle \omega ^{2}(k)={\frac {K+G}{M}}\pm {\frac {1}{M}}{\sqrt {K^{2}+G^{2}+2KG\cos ka}}}.
Za vsako od N vrednosti valovnega vektorja obstajata dve rešitvi, kar je razumljivo, saj se je s povečanjem števila gradnikov v primitivni celici podvojilo število prostostnih stopenj. Disperzijska relacija {\displaystyle \omega (k)}podaja dve veji. Minus opisuje akustično vejo, ki ima enako funkcijsko odvisnost kot disperzijska relacija pri monoatomnem kristalu. Druga rešitev opisuje optično vejo, ki ima za razliko od akustične maksimum pri {\displaystyle k=0}, vrednost frekvence pa nato zvezno pada do {\displaystyle {\sqrt {2K/M}}}. Pri akustični veji se atoma znotraj baze gibljeta usklajeno, pri optični pa je njuno gibanje iz faze. 

#### Posplošitev na tri dimenzije
V enodimenzionalnem primeru poliatomna baza privede do pojava optične veje. Večje kot je število atomov, ki sestavljajo bazo, več optičnih vej se pojavi. Pri tridimenzionalnem kristalu disperzijska relacija za vsak valovni vektor podaja {\displaystyle 3p} rešitev, kjer je {\displaystyle p} število atomov v bazi. Od teh {\displaystyle 3p} vej so tri akustične. Te predstavljajo translacijske prostostne stopnje, ostalih {\displaystyle 3p-3} vej pa opisuje vibracijske prostostne stopnje {\displaystyle p}- atomne molekule. 

#### Razlika med Brillouinovim in Ramanovim sipanjem
Pri Brillouinovem sipanju pride do vzbujanja koherentnih mrežnih nihanj, pri procesu sodelujejo akustični, nizko frekvenčni fononi. Nasprotno pri Ramanovem sipanju sodelujejo optični fononi. Pri tem pride do vzbujanja nihanj znotraj osnovne celice, znotraj molekule. Molekule posledično prehajajo v vzbujena vibracijska oziroma rotacijska stanja. Ramanovo in Brilluinovo sipanje podata popolnoma drugo informacijo o snovi. S pomočjo prvega dobimo informacijo o molekularni strukturi snovi, drugi pa opisuje lastnosti snovi na večji skali, na primer elastičnost materiala.